# Vuelta a Castilla y León
La Vuelta a Castilla y León, en su día denominada Trofeo Castilla y León, es una carrera ciclista profesional por etapas española que se disputa en Castilla y León. También contó con una prueba amateur y femenina.
Se disputa casi ininterrumpidamente, desde la temporada 1985, con la excepción de 1990 y 2020 por la pandemia de COVID-19, cambiando en 1996 al nombre actual. Desde la creación de los Circuitos Continentales UCI en 2005 forma parte del UCI Europe Tour, dentro de la categoría 2.1.
Está organizada por el Club Ciclista Cadalsa, al igual que el Gran Premio Ciudad de Valladolid y el Gran Premio Castilla y León, ambas profesionales femeninas ya desaparecidas.
En cuanto a participación suele haber una buena representación internacional y de equipos de categoría UCI ProTour, y que tienen en su palmarés ciclistas importantes como Miguel Induráin, Melchor Mauri, Santiago Blanco, Ángel Casero, Leonardo Piepoli, Francisco Mancebo, Alexandre Vinokourov, Alberto Contador, Levi Leipheimer y Alejandro Valverde.
Desde el año 2009 la emite todos los años La 8 CyL. Algunos años además resumen o final de etapa por Teledeporte , Eurosport o incluso EITB. En radio no la transmite nadie.

## Vuelta a Castilla y León femenina y amateur
Anteriormente también se disputaron sendas ediciones femeninas y amateur masculina organizadas por el mismo club que su homónima profesional masculina.
La femenina se comenzó a disputar en 2001. La fecha en la que se corría fue variando a lo largo de los años, así en 2001 fue a principios del mes de junio, de 2002 a 2004 comenzaba dos días después del Gran Premio Castilla y León a finales del mes de marzo y en 2005 fue a finales del mes de abril. Se disputaba en 3 etapas. Sus dos primeras ediciones fueron amateur, a pesar de ello participaban corredoras profesionales de primer nivel hasta que en el 2004 comenzó a ser completamente profesional, primero en la categoría 2.9.1 (máxima categoría para vueltas por etapas femeninas) renombrándose esa categoría en 2005 por la 2.1 manteniendo la carrera dicho estatus, siendo esa su última edición.
Mientras, la amateur solo se disputó en 2003, a mediados del mes de julio, y también en 3 etapas. Su ganador fue Antonio López.

## Pálmarés

### Masculino
| Año                       | Ganador                    | Segundo                       | Tercero                |           |
| ------------------------- | -------------------------- | ----------------------------- | ---------------------- | --------- |
| Trofeo Castilla y León    |                            |                               |                        |           |
| 1985                      | Jesús Blanco Villar        | Fede Etxabe                   | Miguel Ángel Iglesias  |           |
| 1986                      | Alfonso Gutiérrez          | Carlos Hernández Bailo        | Manuel Jorge Domínguez |           |
| 1987                      | Alfonso Gutiérrez          | Manuel Jorge Domínguez        | Antonio Esparza        |           |
| 1988                      | Reimund Dietzen            | Fede Etxabe                   | Ángel Arroyo           |           |
| 1989                      | Fede Etxabe                | Peter Hilse                   | Luc Suykerbuyk         |           |
| 1990 edición no realizada |                            |                               |                        |           |
| 1991                      | José Luis Rodríguez García | Juan Carlos González Salvador | Alfonso Gutiérrez      |           |
| 1992                      | Asiat Saitov               | Malcolm Elliott               | Ángel Edo              |           |
| 1993                      | Miguel Induráin            | Abraham Olano                 | Antonio Martín Velasco |           |
| 1994                      | Melcior Mauri              | Álvaro González de Galdeano   | Nico Emonds            |           |
| 1995                      | Santi Blanco               | Aitor Garmendia               | Claus Michael Møller   |           |
| Vuelta a Castilla y León  |                            |                               |                        |           |
| 1996                      | Andrea Peron               | Udo Bölts                     | Íñigo Cuesta           |           |
| 1997                      | Ángel Casero               | Laurent Jalabert              | Udo Bölts              |           |
| 1998                      | Aitor Garmendia            | Ángel Casero                  | Jan Ullrich            |           |
| 1999                      | Leonardo Piepoli           | Alberto Elli                  | Giuseppe Guerini       |           |
| 2000                      | Paco Mancebo               | Aitor Osa                     | Dave Bruylandts        |           |
| 2001                      | Marcos Serrano             | Levi Leipheimer               | Manolo Beltrán         |           |
| 2002                      | Juan Miguel Mercado        | Joan Horrach                  | Leonardo Piepoli       |           |
| 2003                      | Paco Mancebo               | Denís Menshov                 | Alex Zülle             |           |
| 2004                      | Koldo Gil                  | David Navas                   | Iván Gutiérrez         |           |
| 2005                      | Carlos García Quesada      | Fran Pérez                    | David Blanco           |           |
| 2006                      | Alekszandr Vinokurov       | Luis León Sánchez             | José Luis Rubiera      |           |
| 2007                      | Alberto Contador           | Koldo Gil                     | Juanjo Cobo            |           |
| 2008                      | Alberto Contador           | Mauricio Soler                | Thomas Dekker          |           |
| 2009                      | Levi Leipheimer            | Alberto Contador              | David Zabriskie        |           |
| 2010                      | Alberto Contador           | Igor Antón                    | Ezequiel Mosquera      |           |
| 2011                      | Xavi Tondo                 | Bauke Mollema                 | Igor Antón             |           |
| 2012                      | Javi Moreno Bazán          | Guillaume Levarlet            | Pablo Urtasun          |           |
| 2013                      | Rubén Plaza                | Paco Mancebo                  | Francesco Lasca        |           |
| 2014                      | David Belda                | Marcos García                 | Sylwester Szmyd        |           |
| 2015                      | Pierre Rolland             | Beñat Intxausti               | Igor Antón             |           |
| 2016                      | Alejandro Valverde         | Pello Bilbao                  | Joni Brandão           |           |
| 2017                      | Jonathan Hivert            | Henrique Casimiro             | Richard Carapaz        |           |
| 2018                      | Rubén Plaza                | Carlos Barbero                | Eduard Prades          |           |
| 2019                      | Davide Cimolai             | Guillaume Boivin              | Jérôme Cousin          |           |
| 2020                      | cancelada                  | cancelada                     | cancelada              | cancelada |
| 2021                      | Matis Louvel               | Stefano Oldani                | Mauricio Moreira       |           |
| 2022                      | Simon Yates                | George Bennett                | Jonathan Lastra        |           |
| 2023                      | Eduardo Sepúlveda          | Felix Engelhardt              | Alex Molenaar          |           |
| 2024                      | Caleb Ewan                 | Davide Cimolai                | Jenthe Biermans        |           |
| 2025                      |                            |                               |                        |           |

Nota: En la edición 2001 el corredor Levi Leipheimer fue inicialmente segundo, pero debido a la sanción impuesta en el año 2012 por prácticas dopantes relacionadas con el caso del ciclista Lance Armstrong, los resultados obtenidos por Leipheimer entre el 1 de enero de 1999 al 30 de julio de 2006 y entre el 7 de julio de 2007 al 27 de julio de 2007 le fueron anulados.

### Femenino
En amarillo: edición amateur.
| Año  | Ganador          | Segundo            | Tercero             |
| ---- | ---------------- | ------------------ | ------------------- |
| 2001 | Margaret Hemsley | Madeleine Lindberg | Dori Ruano          |
| 2002 | Nicole Brändli   | Judith Arndt       | Nicole Cooke        |
| 2003 | Zoulfia Zabirova | Mirjam Melchers    | Susanne Ljungskog   |
| 2004 | Mirjam Melchers  | Kate Bates         | Anouska van der Zee |
| 2005 | Judith Arndt     | Noemi Cantele      | Sara Carrigan       |

### Amateur
| Año  | Ganador       | Segundo                 | Tercero        |
| ---- | ------------- | ----------------------- | -------------- |
| 2003 | Antonio López | Francisco José Terciado | Alexey Bomerov |

## Estadísticas

### Más victorias
| Ciclista          | Victorias | Años              |
| ----------------- | --------- | ----------------- |
| Alberto Contador  | 3         | 2007, 2008 y 2010 |
| Alfonso Gutiérrez | 2         | 1986 y 1987       |
| Paco Mancebo      | 2         | 2000 y 2003       |
| Rubén Plaza       | 2         | 2013 y 2018       |

En negrilla corredores activos.

### Victorias consecutivas
- Dos victorias seguidas:
  -  Alfonso Gutiérrez (1986, 1987)
  -  Alberto Contador (2007, 2008)

## Palmarés por países
| \| País \| Victorias \| Último vencedor \| \| -------------- \| --------- \| --------------------------- \| \| España \| 26 \| Haimar Etxeberria en 2025 \| \| Italia \| 3 \| Davide Cimolai en 2019 \| \| Francia \| 3 \| Matis Louvel en 2021 \| \| Alemania \| 1 \| Reimund Dietzen en 1988 \| \| Rusia \| 1 \| Asiat Saitov en 1992 \| \| Kazajistán \| 1 \| Aleksandr Vinokúrov en 2006 \| \| Estados Unidos \| 1 \| Levi Leipheimer en 2009 \| \| Reino Unido \| 1 \| Simon Yates en 2022 \| \| Argentina \| 1 \| Eduardo Sepúlveda en 2023 \| \| Australia \| 1 \| Caleb Ewan en 2024 \| |           |                             |
| País | Victorias | Último vencedor             |
| España | 26        | Haimar Etxeberria en 2025   |
| Italia | 3         | Davide Cimolai en 2019      |
| Francia | 3         | Matis Louvel en 2021        |
| Alemania | 1         | Reimund Dietzen en 1988     |
| Rusia | 1         | Asiat Saitov en 1992        |
| Kazajistán | 1         | Aleksandr Vinokúrov en 2006 |
| Estados Unidos | 1         | Levi Leipheimer en 2009     |
| Reino Unido | 1         | Simon Yates en 2022         |
| Argentina | 1         | Eduardo Sepúlveda en 2023   |
| Australia | 1         | Caleb Ewan en 2024          |

| \| País \| Victorias \| \| ------------ \| --------- \| \| Australia \| 1 \| \| Suiza \| 1 \| \| Kazajistán \| 1 \| \| Países Bajos \| 1 \| \| Alemania \| 1 \| |           |
| País | Victorias |
| Australia | 1         |
| Suiza | 1         |
| Kazajistán | 1         |
| Países Bajos | 1         |
| Alemania | 1         |

| \| País \| Victorias \| \| ------ \| --------- \| \| España \| 1 \| |           |
| País                                                                | Victorias |
| España                                                              | 1         |